# Гольман, Владимир Михайлович
Влади́мир Миха́йлович Го́льман (1 марта 1934, Ленинград — 31 марта 2021) — российский строитель, бизнесмен; президент Санкт-Петербургского Союза строительных компаний «Союзпетрострой», старейшина Законодательного Собрания Санкт-Петербурга I, II, III и IV созывов; заслуженный строитель Российской Федерации.

## Биография
В 1957 году окончил Ленинградский инженерно-строительный институт по специальности «промышленное и гражданское строительство».
Работал в тресте № 3 Главленинградстроя (мастер строительного участка, прораб, начальник строительного участка), затем — главным строителем ДСК № 6, начальником УНР. В 1962 году окончил вечернее отделение экономического факультета Ленинградского государственного университета.
С 1969 года — управляющий трестом № 18 «Ленуниверситетстрой», с 1986 года — заместитель начальника Главленинградстроя, затем — начальник Главного управления по жилищному и социальному строительству Ленстройкомитета. Под его руководством реализовывалась советская программа тех лет «Каждой семье — отдельная квартира!»
В 1990—1998 годах — генеральный директор АО «Ленстройжилсервис».
Под его руководством осуществлена комплексная застройка Кронштадта, освоены намывные территории на Васильевском острове (400 га) и Юго-Западе (400 га), возведены комплекс зданий Университета в Петергофе, выставочный комплекс «Ленэкспо», НИИ Галургии, ПТУ Сталепрокатного завода, ВНИИ ветеринарной энтомологии и арахнологии (Ломоносов), ВНИИ метеорологии им. Д. И. Менделеева (Ломоносов), Невское ПКБ (здание ФРС на Шкиперском протоке), Синявинская птицефабрика.
С 1995 года — президент Санкт-Петербургского Союза строительных компаний «Союзпетрострой», объединяющего более 400 организаций. В период постперестроечного кризиса строительства разработал схемы строительства жилья с долевым участием граждан, — прообраз ипотеки, — системы, распространившейся впоследствии на всю Россию.
Член Совета петербургского Маркетинг-клуба. В разные годы — член правления Российского Союза строителей, член Градостроительного совета при Правительстве Санкт-Петербурга, член Комиссии по землепользованию и застройке Санкт-Петербурга.

### Семья
Дети:
- Сергей Владимирович Шатуновский[6].
- Инна Владимировна; замужем за архитектором В. А. Григорьевым.

## Политическая деятельность
В 1969—1986 годах избирался депутатом г. Петродворца.
Избирался депутатом Законодательного Собрания Санкт-Петербурга первого (1994—1998), второго (1998—2002), третьего (2002—2007) и четвёртого (2007—2011) созывов. Как старейшина, открывал все созывы ЗаКСа. Являлся членом постоянных комиссий (по городскому хозяйству, по градостроительству, по промышленности, экономике и собственности). Входил во фракции «Петербургские районы», «Наш город», Российской партии жизни, являлся заместителем руководителя, руководителем (в 2011) фракции «Справедливая Россия». Инициировал подготовку и принятие Законодательным Собранием Санкт-Петербурга трёх законов по регулированию инвестиционной деятельности, законов Санкт-Петербурга «О государственной поддержке Санкт-Петербургом инвестиций в жилищное строительство», «О развитии ипотечного жилищного кредитования в Санкт-Петербурге».

## Награды
- Орден «Знак Почёта» (1965, 1971)
- Орден Октябрьской Революции (1981)
- Орден Трудового Красного Знамени (1986)
- Заслуженный строитель Российской Федерации (1995)
- Орден Дружбы (1999)
- Орден «За заслуги перед Отечеством» 4-й степени
- более 20 медалей, в том числе:
  - «За доблестный труд. В ознаменование 100-летия со дня рождения Владимира Ильича Ленина» (1970)
  - «60 лет Вооружённых Сил СССР» (1978)
  - три Серебряные медали ВДНХ (1974, 1980, 1988)
  - «За отличие в военной службе» 3-й, 2-й и 1-й степеней МЧС России (1998, 1999, 2001)
  - «В память 300-летия Санкт-Петербурга» (2003)
  - «100 лет профсоюзам России» (2004)
  - «За отвагу на пожаре» (2006)
- Более 60 грамот государственного значения, ведомственных знаков отличия и памятных наград
- нагрудный знак «Строителю Санкт-Петербурга» 2-й степени (ноябрь 2007).